# Antonio Salvetti
Antonio Salvetti (Colle di Val d'Elsa, 25 settembre 1854 – Colle di Val d'Elsa, 17 agosto 1931) è stato un architetto, pittore e politico italiano.

## Biografia

### L'arte
Nato e cresciuto tra le mura di Onchi, nel cuore antico di Colle, architetto e pittore macchiaiolo colligiano, fu uno degli animatori della vita culturale della città alla fine del XIX secolo, insieme a Vittorio Meoni. 
Fu fotografo d'arte e docente dell'Accademia di belle arti di Firenze. 
Dipinse numerosi quadri, alcuni dei quali sono esposti nel Museo civico e d'arte sacra di Colle di Val d'Elsa; progettò e costruì edifici civili e religiosi. Fu amico e collaboratore di artisti come Niccolò Cannicci e Telemaco Signorini e, più superficialmente, di Giovanni Fattori.
Tra le opere architettoniche lasciate a Colle di Val d'Elsa, città che ha sempre palesemente amato, vale la pena di ricordare il campanile della chiesa di Sant'Agostino, il palazzo Masson (edificato nel 1876 al posto della Porta al Canto, subito sopra Il Baluardo), la Chiesa di Mensanello ed il Cimitero della Misericordia. Tra le opere andate perdute il Lanificio Susini, poi trasformato in vetreria e demolito nel 1977 per far posto alla Filiale della Banca del Monte dei Paschi di Siena. Ha inoltre progettato Villa Signori a Marina di Pietrasanta (LU).
Ha inoltre realizzato i due bassorilievi posti all'ingresso del Palazzo scolastico, meglio noto ai colligiani come il "Palazzone", oggi sede del Polo Universitario Colligiano,

### La politica
Di idee socialiste, il 7 marzo 1897 divenne sindaco di Colle di Val d'Elsa, divenendo uno dei primi sindaci socialisti d'Italia ed il primo in Toscana.
Colle di Val d'Elsa era, in quel periodo una delle città più industriose della Toscana e notevoli erano i fermenti sociali e culturali, portati avanti anche attraverso la stampa politica, come il periodico socialista La Martinella. 

Nelle elezioni del 1897 il partito socialista ottenne un eclatante risultato elettorale, riuscendo ad eleggere 14 consiglieri su 20 al Consiglio comunale e dando subito luogo ad una serie di riforme in favore della popolazione meno abbiente: furono aumentate le tasse per i possidenti ed i commercianti più facoltosi, migliorando, nel contempo, le condizioni di vita degli operai; anche le finanze comunali ne risentirono positivamente e si poté dar luogo a contributi per i ricoveri ospedalieri e per l'acquisto dei testi scolastici per le categorie meno abbienti.

### L'abbandono della scena politica
Salvetti si dimise dalla carica di sindaco nel 1898, dopo pochi mesi dalla sua elezione in quanto la carica non si poteva conciliare con le sue numerose attività.
A lui successe Vittorio Meoni, altro esponente socialista locale e, come il Salvetti, animatore della vita sociale e culturale di Colle di Val d'Elsa.

Si dedicò quindi all'insegnamento della pittura e della scultura, raccogliendo attorno a sé molti giovani locali tra cui spiccano Venusto Papini e Ferruccio Manganelli.
Ha prodotto anche marionette per Vittorio Podrecca.
Morì il 17 agosto 1931 e venne sepolto nella cappella del cimitero della Misericordia.

## Galleria d'immagini

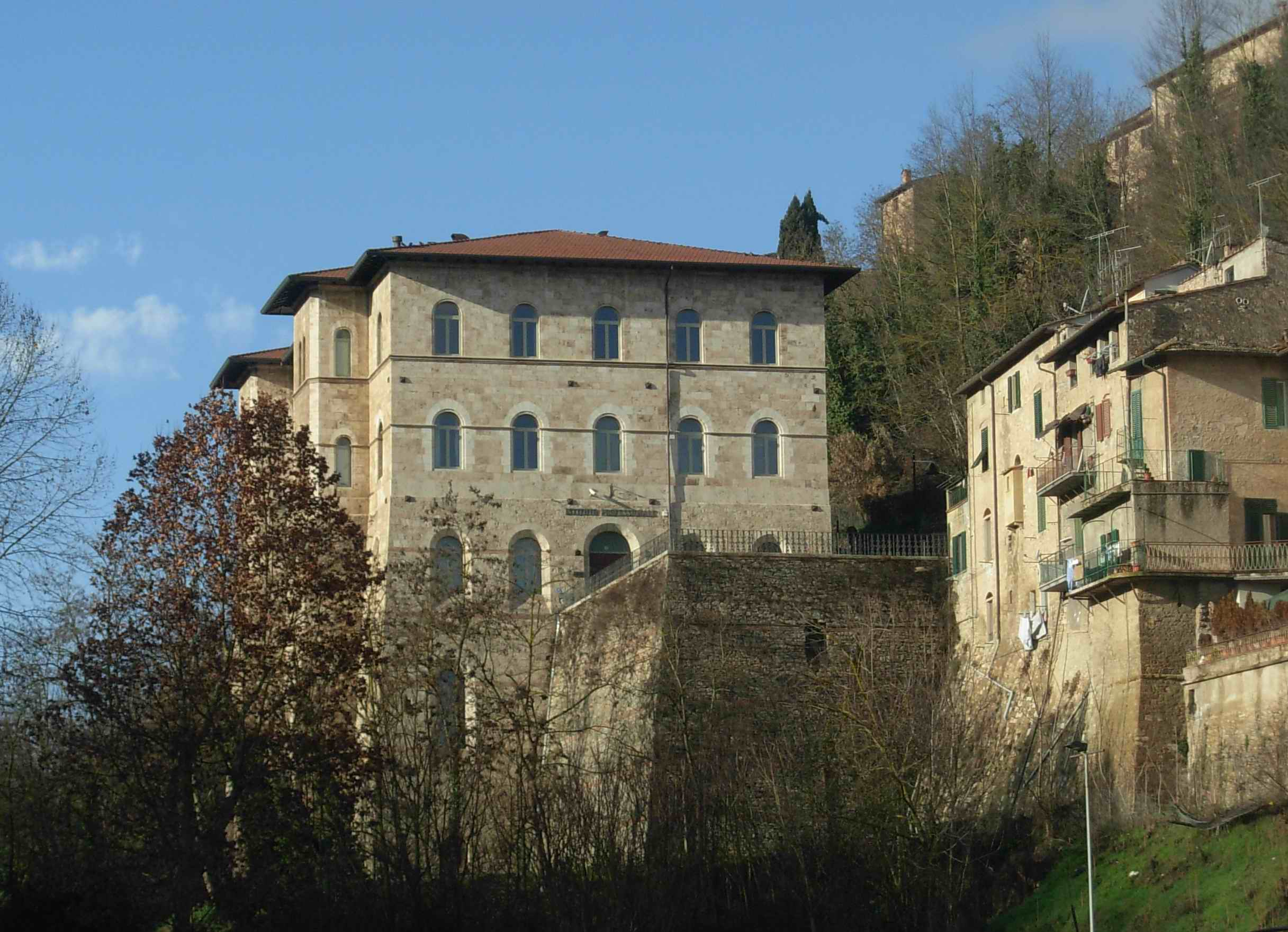
Colle di Val d'Elsa: Palazzo Scolastico
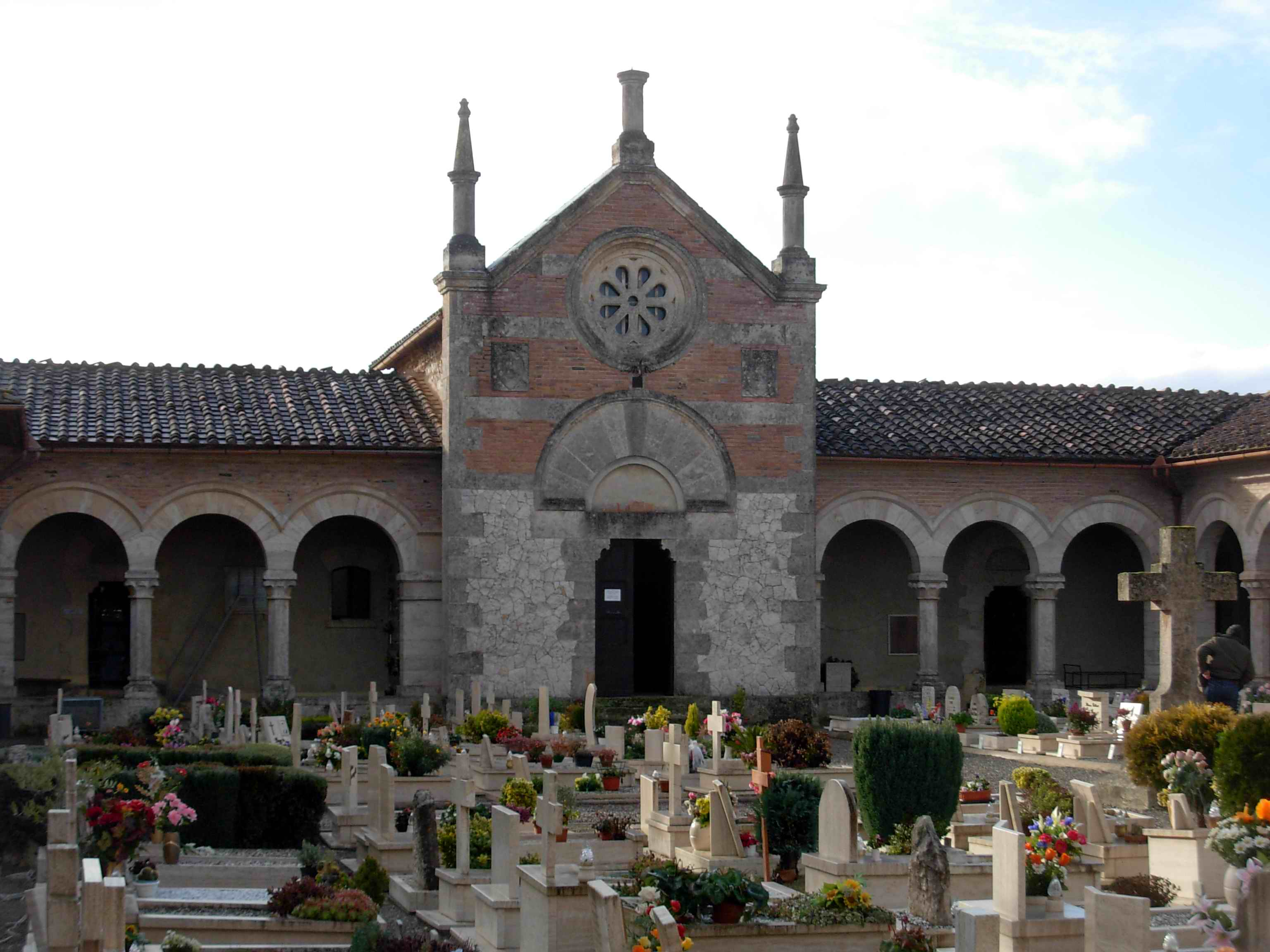
Colle di Val d'Elsa: Cimitero della Misericordia
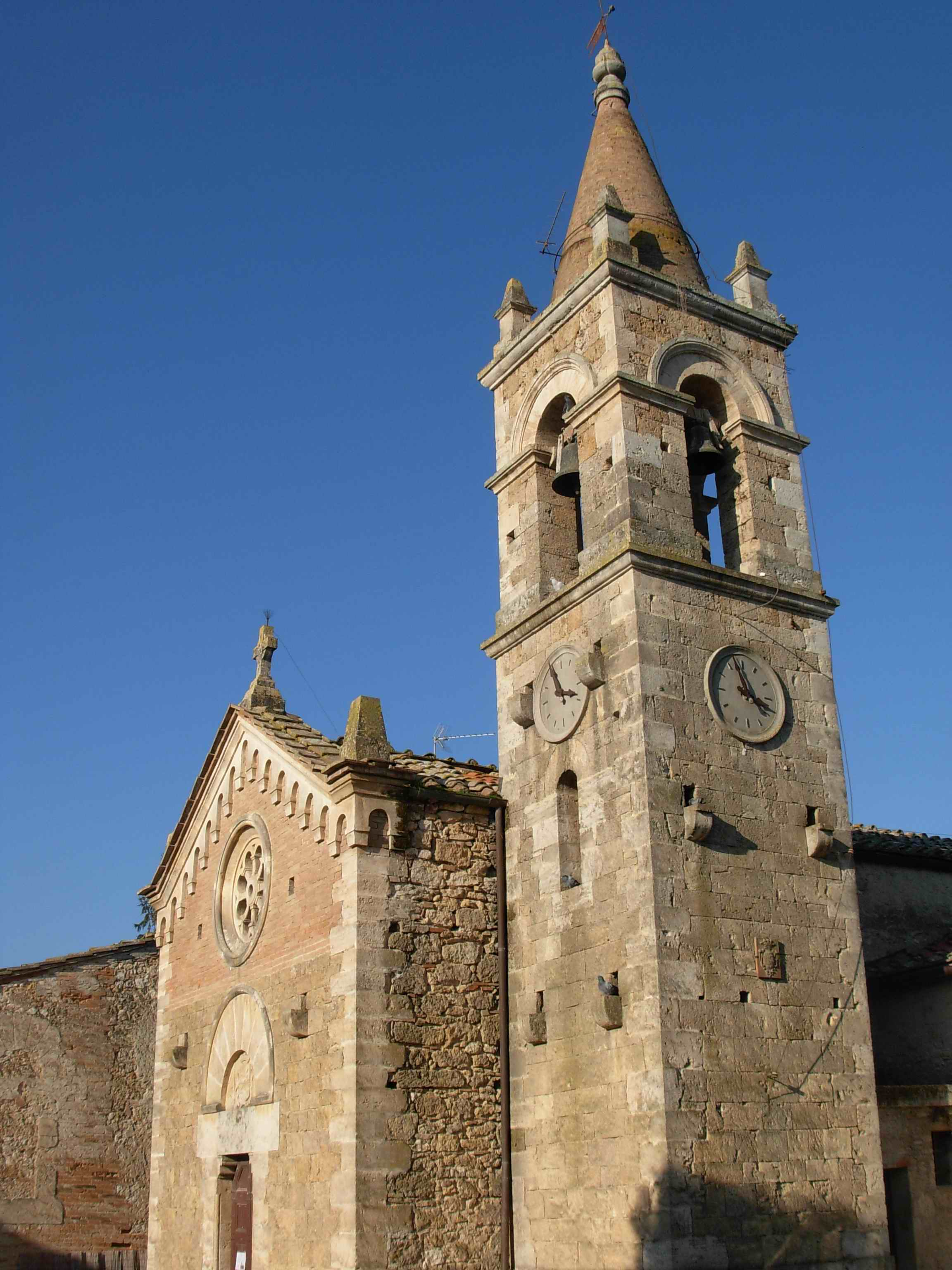
La Chiesa di Mensanello
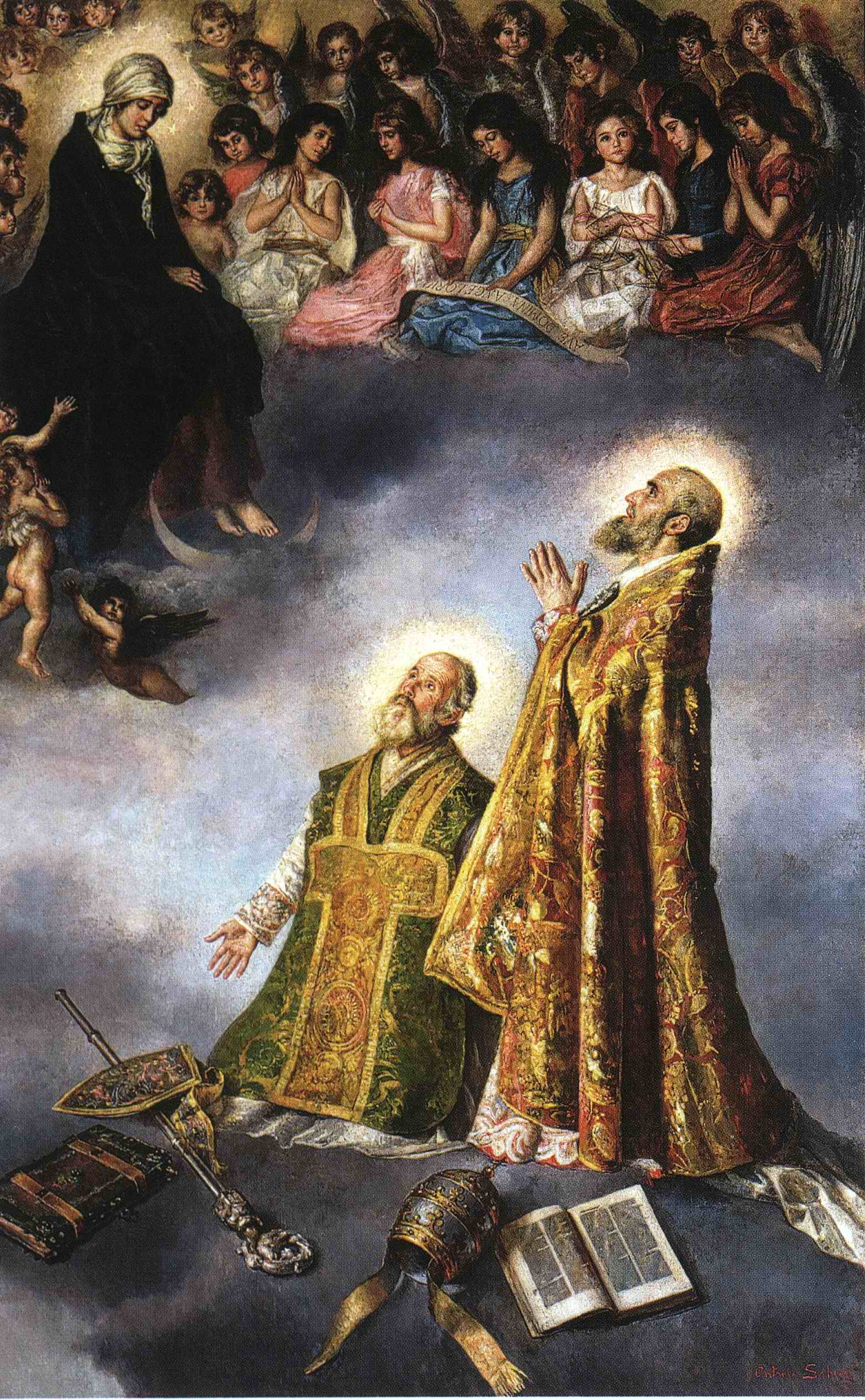
La tela raffigurante Sant'Alberto conservata presso il Museo Civico e d'Arte Sacra di Colle di Val d'Elsa
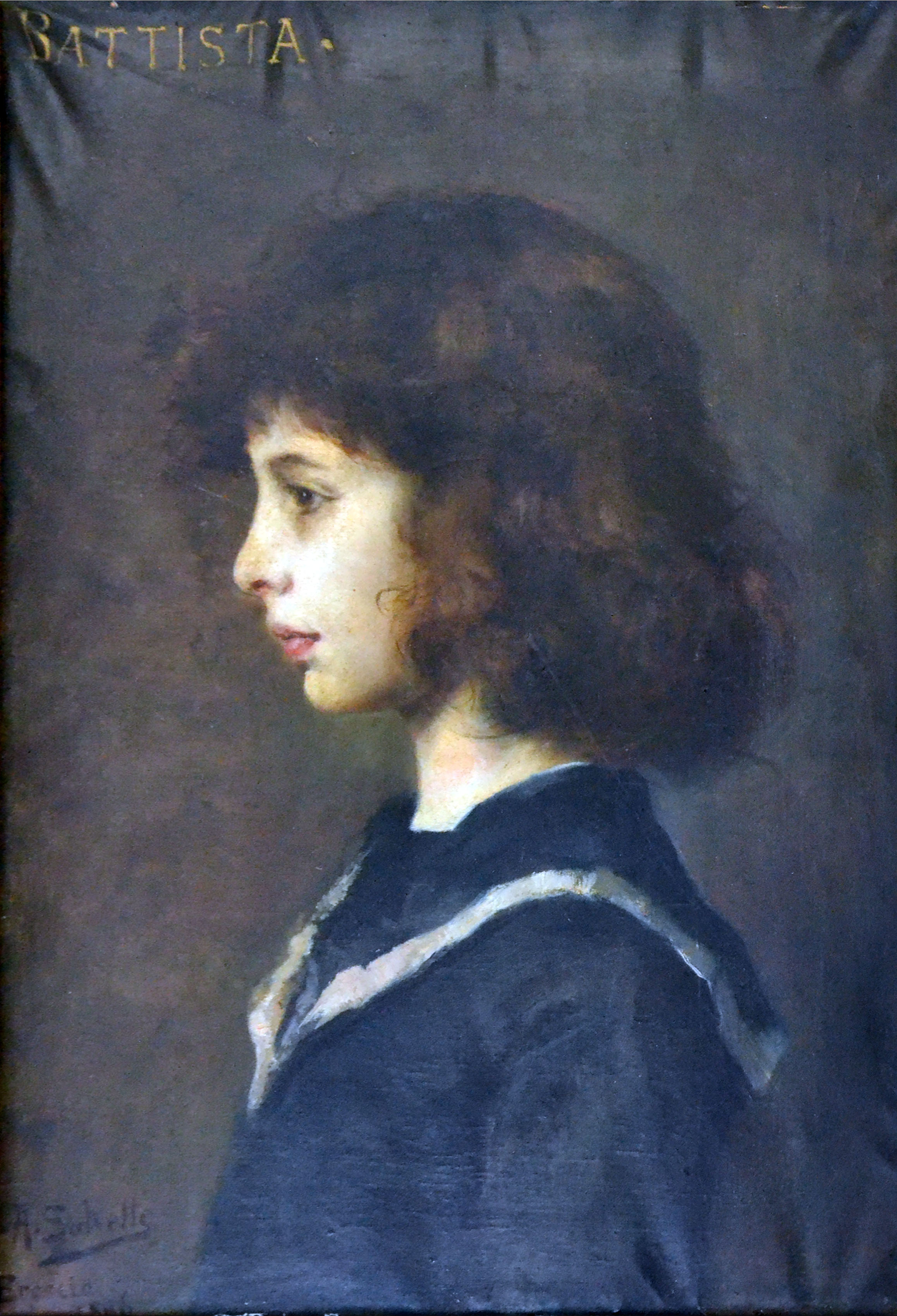
Battista, Brescia 1886